# Бородата жінка

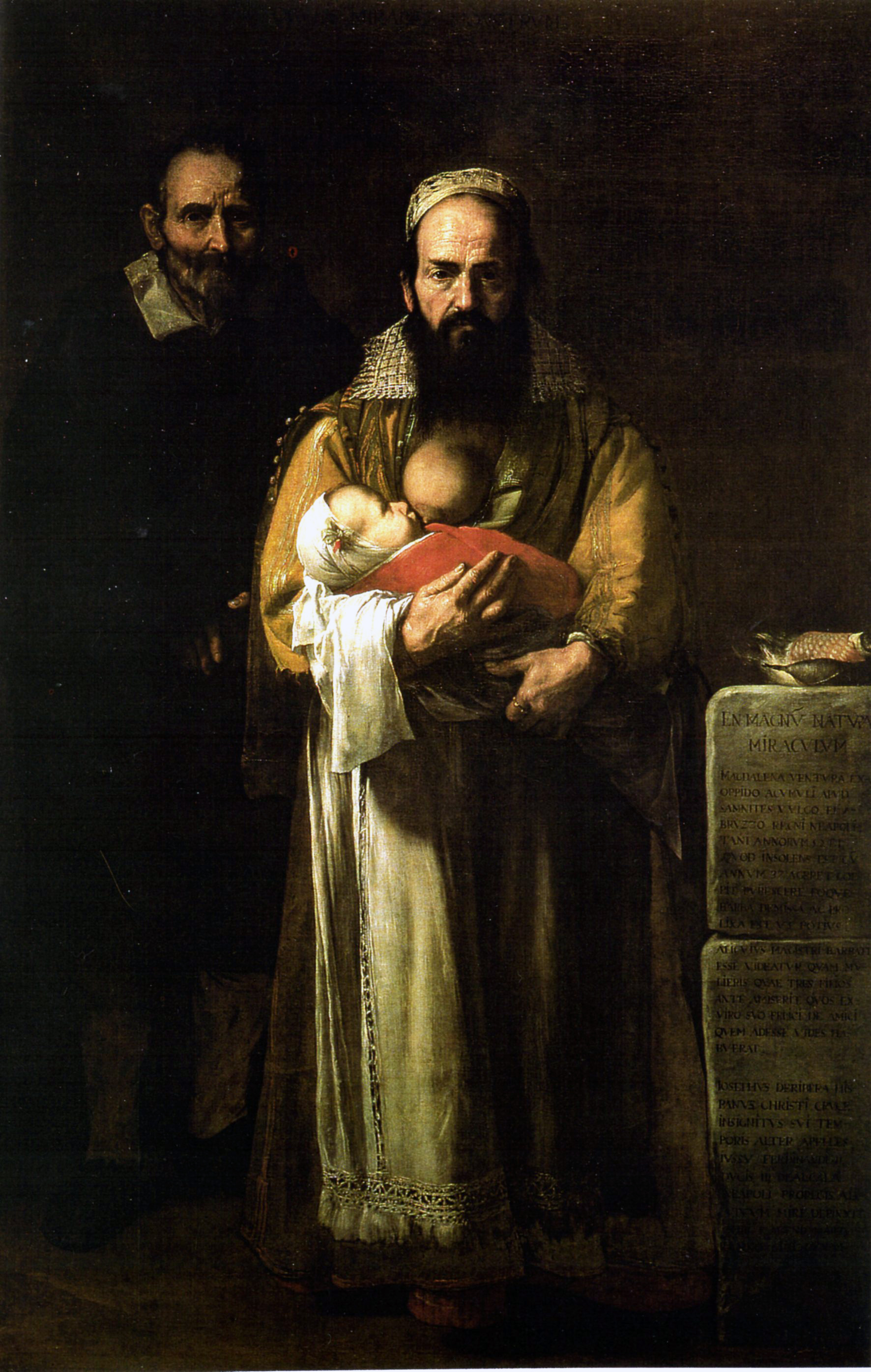
Бородата Жінка де Рібери

Бородата жінка — жінка з помітним волосяним покривом на нижній частині обличчя, що, як правило, є симптомом гірсутизму, який ще називають Синдромом Перевертня. Лише невелика кількість жінок у світі здатна відростити достатньо волосся, щоб мати бороду. В деяких випадках борода є результатом гормонального дисбалансу, вживання анаболічних стероїдів, а також внаслідок рідкісної генетичної хвороби, відомої так гіпертрихоз. В Китаї на мільярд населення зареєстровано лише 30 випадків гіпертрихозу.

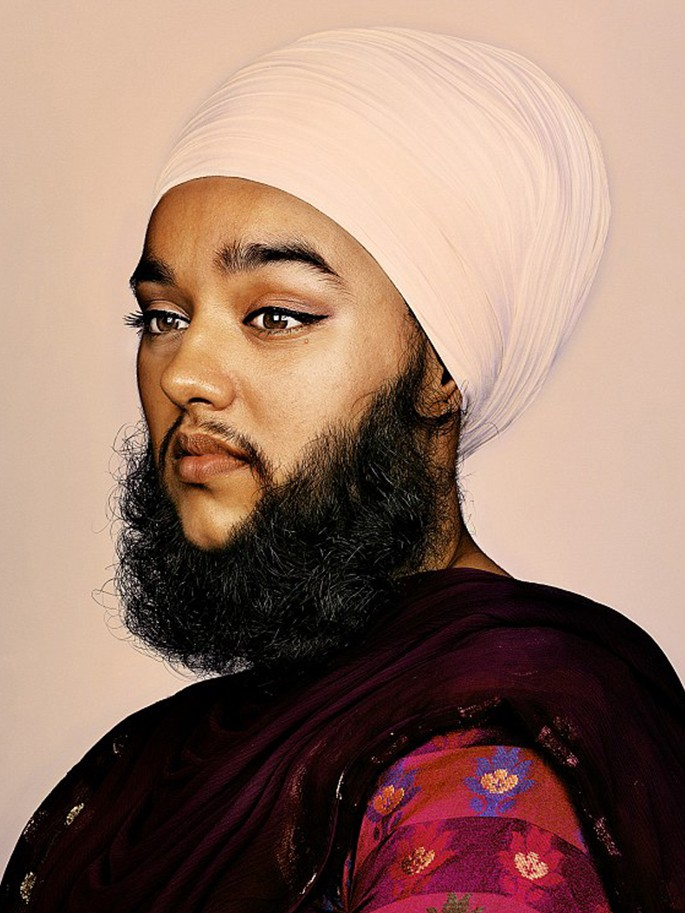
у 2015

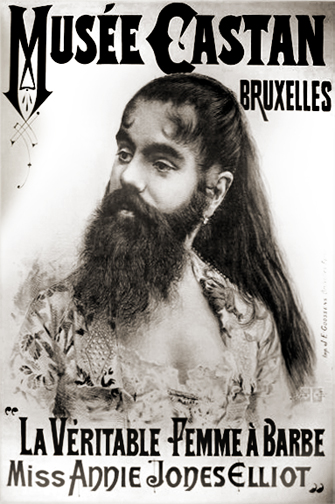
Енні Джонс, ХІХ ст.

Бородаті жінки здавна стигматизуються суспільством. Феномен завжди був об'єктом підвищеної цікавості, легенд, містифікацій і насмішок. Деяким бородатим жінкам вдавалося побудувати успішну кар'єру, виступаючи в цирках, музеях, кунсткамерах. Деякі сучасниці продовжують традицію, як-от Дженіфер Міллер (нар.1961) — американська циркова артистка (жонглерка, ковтальниця вогню), письменниця, професорка Інституту Пратта в Брукліні, Нью-Йорк. Жінки молодшого покоління відходять від ніші циркового мистецтва, як, наприклад, Гарнаам Каур (нар. 1990), англійська медійна персона, післяпологова консультантка, лайф-коуч та мотиваційна спікерка, що живе в Індії.
Найдовша у світі жіноча борода належить Вівіан Віллер. Її довжина сягла 28 см і у 2008 була занесена до Книги рекордів Гіннеса. Однак у 2023 Ерін Ганікатт побила її рекорд, довжина борони сягає 30 см і потрапила до Книги рекордів Гіннеса.

## Відомі жінки
- Єлена Антонія (1550—1595) — придворна карлиця Марії Австрійської, фаворитка Маргарити Австрійської та фрейліна Констанції Австрійської Габсбург.
- Джейн Барнел (1871—1945) — американська циркова артистка. У культовому фільмі Потвори зіграла бородату жінку під одним зі своїх сценічних псевдонімів Olga Roderick.
- Клементина Деле[en] (1865—1939) — французька власниця кафе, користувалась повагою містян.
- Енні Джонс (1865—1902) — американська циркова акторка, гастролювала з Барнумом. Її прижиттєві портрети, зокрема і від Метью Бреді, широко росповсюджувалися. Стала найпопулярнішою в країні «бородатою жінкою», двічі одружувалася. Виступила речницею «Потвор» Барнума: слова, яке вона намагалася вилучити з бізнесу.
- Жозефіна Клофулія[en] (1829—1870) — відома гастролерка з Американським музеєм Барнума швейцарського походження. Подорожувала з виставами з 14 років. Мала бороду, схожу з наполеонівською, за що той подарував їй діамант.
- Прісцилла Лаутер. Окрім гіпертрихозу, мала іншу аномалію[3] — два ряди зубів.
- Юлія Пастрана (1834—1860) — мексиканська циркова акторка, що виступала в Європі та Росії.
- Крао Фаріні[en] (1876—1926) — північноамериканська циркова акторка. Протягом усього життя її хибно рекламували як первісну людину і виставляли як зниклу ланку між людиною та мавпами.

## В культурі

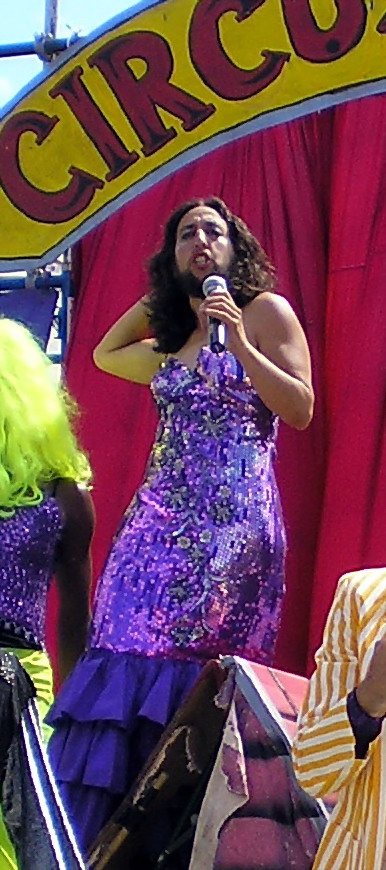
Дженіфер Міллер

- Фільм Потвори 1932 року в жанрі жахів про життя артистів та артисток мандрівного «цирку потвор» вперше у світовому кінематографі фільмував людей з реальними аномаліями.
- Картина Хосе де Рібера Бородата Жінка[5].